# 豊永幸三
豊永 幸三（とよなが こうぞう、1911年1月3日 - 1987年3月3日）は、日本の経営者。十條製紙社長を務めた。山口県出身。

## 経歴
1936年に慶応義塾大学経済学部を卒業し、同年に王子製紙に入社。1949年に十條製紙に転じ、1965年11月に取締役に就任し、1968年5月に専務を経て、1973年5月に副社長に就任し、1976年6月には社長に就任。1982年6月に会長に就任。
1984年11月に勲二等瑞宝章を受章。
1987年3月3日呼吸不全のために死去。76歳没。